# نانسی آوسیان
نانسی نوارت آوسیان (ارمنی: Նենսի Ավեսյան؛ زادهٔ ۱۴ فوریهٔ ۱۹۹۰ در شهرستان لس آنجلس، کالیفرنیا) بازیکن فوتبال در پست اهل ارمنستان است.

## باشگاهی
از باشگاه‌هایی که در آن بازی کرده‌است می‌توان به دبیرستان لا کانیادا، ال‌ای‌اف‌سی چلسی، لوس آنجلس اترایکرز، باشگاه فوتبال سو کال فرش، سانتا کلاریتان بلو هیت اشاره کرد.

## تیم ملی
وی همچنین در تیم ملی فوتبال زنان ارمنستان بازی کرده‌است. 